# Bernd Wieser

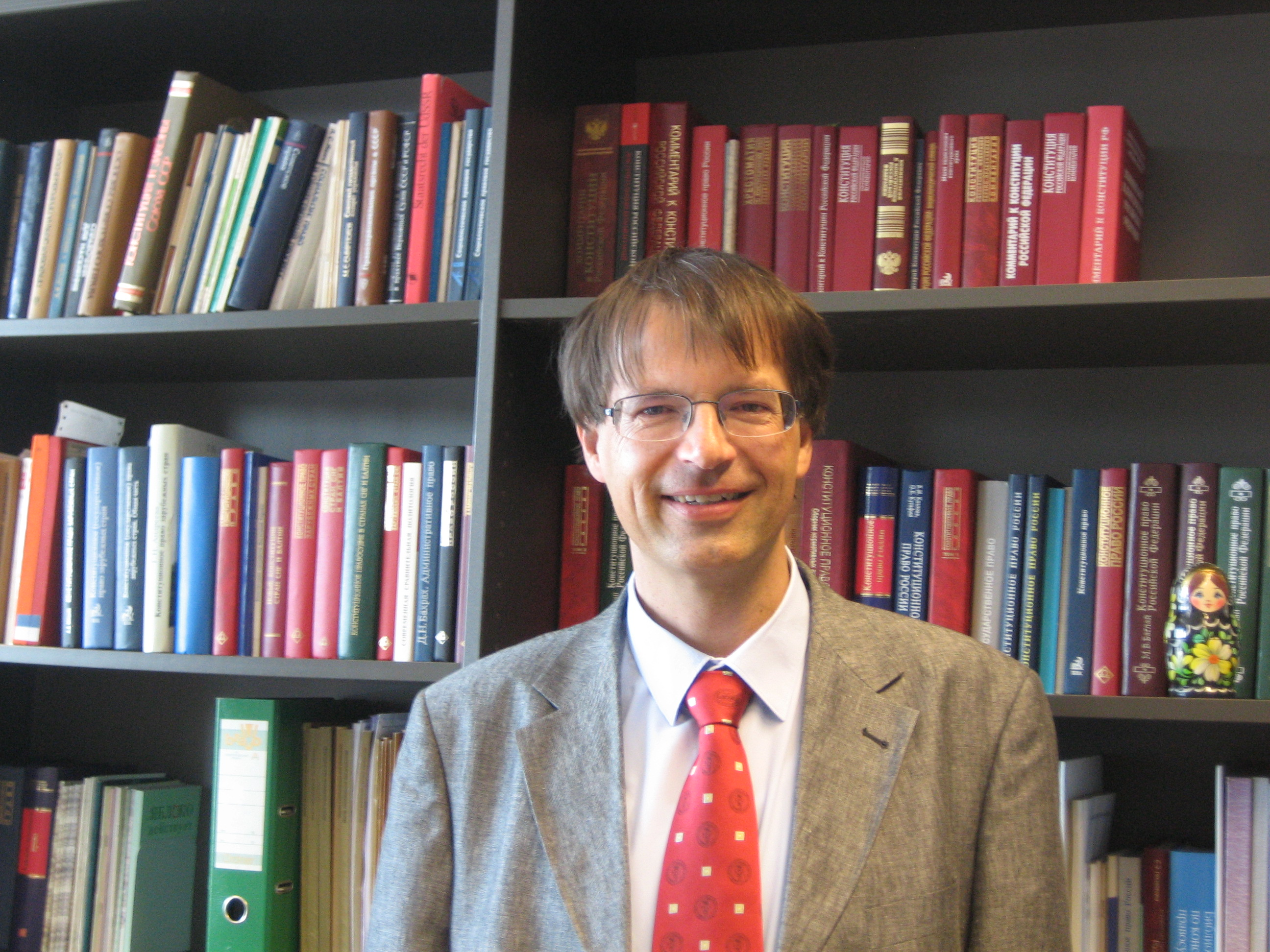
Bernd Wieser 2017

Bernd Wieser (* 8. Juli 1963 in Graz) ist ein österreichischer Rechtswissenschaftler und Hochschullehrer an der Universität Graz.

## Leben und Wirken
Nach seiner Matura 1981 in Graz nahm Wieser im Herbst 1981 an der Universität Graz das Studium der Rechtswissenschaften und der Russischen Sprache auf. Sein Studium schloss er 1985 ab: Im Juli erwarb er den Magister der Rechtswissenschaften, im September den Magister der Philosophie. Ein Jahr später wurde er zum Dr. iur. promoviert. Seine anschließende Gerichtspraxis leistete er an Gerichten in Graz und Fürstenfeld ab. Ab März 1988 war Wieser als halbtagsbeschäftigter Vertragsassistent am Institut für Öffentliches Recht, Politikwissenschaft und Verwaltungslehre der Universität Graz tätig. Im selben Jahr wurde er auch zum Dr. phil. promoviert. Nachdem er 1993 zum Universitätsassistenten ernannt worden war, erhielt Wieser 1996 die Lehrbefugnis für die Fächer Österreichisches Verfassungs- und Verwaltungsrecht sowie vergleichendes Verfassungsrecht. 1997 wurde er zum außerordentlichen Professor ernannt. Vom 1. April 2006 war er befristet bis 31. März 2008 ordentlicher Universitätsprofessor am Grazer Institut für Öffentliches Recht und Politikwissenschaft. Im Oktober 2010 wurde er unbefristet bestellt. Von 1. November 2015 bis 31. Oktober 2021 war  Wieser Vorstand desselben Instituts. Seit 1. September 2015 ist er zudem Leiter des Zentrums für osteuropäisches Recht an der Universität Graz.
Wiesers Forschungsschwerpunkte liegen vor allem im österreichischen, russischen und vergleichenden Verfassungs- und Verwaltungsrecht, im Steiermärkischen Landesrecht und im Schulrecht. 
Am 30. September 2021 wurde Bernd Wieser vom Akademischen Rat der Universität Uzhorod die Würde eines Ehrendoktors der Universität Uzhgorod (Dr. h.c.) verliehen.
Auslandsaufenthalte führten ihn unter anderem an das Institut für Staat und Recht der Akademie der Wissenschaften der UdSSR in Moskau (1. August bis 30. September 1990, Forschungsprojekt "Die Entwicklung der Normenkontrolle in der UdSSR" sowie 15. September bis 15. Oktober 1991, Forschungsprojekt "Juristische Garantien des Schutzes der Menschenrechte in der UdSSR"), an das Max-Planck-Institut für ausländisches öffentliches Recht und Völkerrecht in Heidelberg (1. bis 30. September 1995, Forschungsprojekt "Der Staatssekretär. Zum Typus des politischen Ministergehilfen"), an das Institut für Staat und Recht der Akademie der Wissenschaften der Russischen Föderation in Moskau (15. Juli bis 15. August 1997, Forschungsprojekt „Die Anfänge des modernen russischen Konstitutionalismus“)  sowie 2008 erneut an das Max-Planck-Institut für ausländisches öffentliches Recht und Völkerrecht in Heidelberg (1. Juli bis 30. September 2008, Forschungsprojekt „Einführung in das russische Verfassungsrecht“).

## Auszeichnungen (Auswahl)
- Österreichischer Schulrechtspreis 2010
- Deutsch-Russischer Juristenpreis 2015
- Deutsch-Russischer Juristenpreis 2020
- Ehrendoktor der Universität Uzhgorod (Dr. h.c.) 2021

## Schriften (Auswahl)
- Die einstweilige Bundesregierung. Verlag der Österreichischen Staatsdruckerei, Wien 1994, ISBN 978-3-7046-0531-3.
- Der Staatssekretär: Eine Untersuchung zum Organtypus des politischen Ministergehilfen. Springer, Wien 1997, ISBN 978-3-7091-6526-3.
- Vergleichendes Verfassungsrecht. 2. Auflage. Springer, Wien 2020, ISBN 978-3-7046-8479-0.
- Die Anerkennung von Prüfungen nach § 78 UG. 2. Auflage. NWV, Wien, Graz 2016, ISBN 978-3-7083-1134-0.
- Zur Neukodifikation des österreichischen Landesverfassungsrechts. Verlag Österreich, Wien 2008, ISBN 978-3-7046-5165-5.
- Einführung in das Verfassungs- und Verwaltungsrecht. 3. Auflage. Verlag Österreich, Wien 2018, ISBN 978-3-7046-8051-8.
- Handbuch des österreichischen Schulrechts in vier Bänden. Wien/Graz, 2010 bis 2015
- mit Jaroslav Lazur und Oleksandr Bilaš: Einführung in das ukrainische Recht. C.H. Beck, München 2020, ISBN 978-3-406-76652-7.
- Handbuch der russischen Verfassung. Verlag Österreich, 2014, ISBN 978-3-7046-6713-7, S. 1259.
- zusammen Armin Stolz: Vergleichendes Verwaltungsrecht in Ostmitteleuropa. Verlag Österreich, 2004, ISBN 978-3-7046-4255-4, S. 864.
- zusammen Armin Stolz: Vergleichendes Verwaltungsrecht in Südosteuropa. Verlag Österreich, 2016, ISBN 978-3-7046-7583-5, S. 848.
- zusammen Klaus Poier: Steiermärkisches Landesrecht Band 3 Besonderes Verwaltungsrecht. Springer Verlag, 2011, ISBN 978-3-211-99252-4, S. 632.
- zusammen Klaus Poier: Steiermärkisches Landesrecht Band 2 Organisations-, Dienst- und Abgabenrecht. Springer Verlag, 2011, ISBN 978-3-7046-6270-5, S. 640.
- Casebook: Verwaltungsrecht. 2. Auflage. Neuer Wissenschaftlicher Verlag, 2011, ISBN 978-3-7083-1264-4, S. 338.
- Casebook: Verfassungsrecht. 2. Auflage. Neuer Wissenschaftlicher Verlag, 2011, ISBN 978-3-7083-1241-5, S. 310.

## Belege
1. ↑  Tabellarischer Lebenslauf. (PDF) Universität Graz, abgerufen am 7. Mai 2021. Abrufbar unter Univ.-Prof. DDr. Bernd Wieser. Abgerufen am 8. Mai 2021.
2. ↑  Про присвоєння почесних звань йшлося на Вченій раді УжНУ. Abgerufen am 12. Oktober 2021 (ukrainisch).
3. ↑  Univ.-Prof. DDr. Bernd Wieser - Arbeitsbereich Univ.-Prof. DDr. Bernd Wieser. Abgerufen am 15. Oktober 2021.

| Personendaten    | Personendaten                                              |
| ---------------- | ---------------------------------------------------------- |
| NAME             | Wieser, Bernd                                              |
| KURZBESCHREIBUNG | österreichischer Rechtswissenschaftler und Hochschullehrer |
| GEBURTSDATUM     | 8. Juli 1963                                               |
| GEBURTSORT       | Graz                                                       |